# Siguci (Sinembah Tanjung Muda Hilir)
Siguci is een bestuurslaag in het regentschap Deli Serdang van de provincie Noord-Sumatra, Indonesië. Siguci telt 1521 inwoners (volkstelling 2010).